# Вербівка (Радомишльський район)
Вербівка (рос. Вербовка, пол. Wierbówka) — колишня колонія у Кичкирівській волості Радомисльського повіту Київської губернії та Гарбарівській і Березцівській сільських радах Радомишльського району Малинської і Волинської округ.

## Населення
У 1893 році в поселенні проживало 89 мешканців, дворів — 15, у 1900 році — 110 осіб, з них 49 чоловіків та 61 жінка, дворів — 19, у 1904 році — 278 осіб, у 1923 році — 670 осіб.

## Історія
Лютеранське поселення, лежало за 10 км східніше міста Радомишль, лютеранські парафії — Київ та Радомишль, мало школу.
Наприкінці 19 століття — німецька колонія (власницька) Кичкирівської волості Радомисльського повіту Київської губернії, біля села Березці. Відстань до повітового центру, м. Радомисль, де розміщувалася також найближча поштово-телеграфна та поштова земська станції — 7 верст, до найближчої залізничної станції Житомир — 57 верст, пароплавної станції у Києві — 83 версти. Основним заняттям мешканців було рільництво. У колонії числилося 169 десятин землі, які належали Е. В. Вержбицькому. Колоністи господарювали за однопільною системою.
У 1923 році увійшла до складу новоствореної Гарбарівської сільської ради, 16 січня 1923 року передана до складу Березцівської сільської ради, яка, 7 березня 1923 року, включена до складу новоутвореного Радомишльського району Малинської округи.
Знята з обліку населених пунктів до 1 жовтня 1941 року.